# Světový pohár v severské kombinaci 2015/2016
Světový pohár v severské kombinaci 2015/16 byl 33. ročníkem závodů nejvyšší světové úrovně v severské kombinaci. Světový pohár se skládal z 23 závodů na 12 místech, byl zahájen 28. listopadu 2015 ve finském Kuusamu a ukončen 6. března 2016 závodem v německém Schonachu. Vítězství z minulého ročníku obhajoval Němec Eric Frenzel.

## Kalendář

### Závody jednotlivců
| Datum konání                     | Místo konání  | Můstek / Běh   | Vítěz                           | Druhé místo                     | Třetí místo                     | Česká účast                                         | Zdroj        |
| -------------------------------- | ------------- | -------------- | ------------------------------- | ------------------------------- | ------------------------------- | --------------------------------------------------- | ------------ |
| 28. listopadu 2015               | Ruka          | HS 142 / 10 km | Přesunuto do Trondheimu         | Přesunuto do Trondheimu         | Přesunuto do Trondheimu         | Přesunuto do Trondheimu                             | [ 1 ]        |
| 29. listopadu 2015               | Ruka          | HS 142 / 10 km | Přesunuto do Lahti              | Přesunuto do Lahti              | Přesunuto do Lahti              | Přesunuto do Lahti                                  | [ 2 ]        |
| 4. — 5. prosince 2015            | Lillehammer   | HS 138 / 10 km | Fabian Riessle                  | Akito Watabe                    | Ilkka Herola                    | Češi nestartovali                                   | [ 3 ]        |
| 6. prosince 2015                 | Lillehammer   | HS 138 / 10 km | Magnus Krog                     | Fabian Riessle                  | Lukas Klapfer                   | 39. Tomáš Portyk                                    | [ 4 ]        |
| 19. prosince 2015                | Ramsau        | HS98 / 10 km   | Magnus Moan                     | Magnus Krog                     | Jarl Magnus Riiber              | 17. Tomáš Portyk 45. Petr Kutal                     | [ 5 ]        |
| 20. prosince 2015                | Ramsau        | HS98 / 10 km   | Eric Frenzel                    | Jarl Magnus Riiber              | Manuel Faisst                   | 10. Tomáš Portyk                                    | [ 6 ]        |
| 2. ledna 2016                    | Klingenthal   | HS 140 / 10 km | Přesunuto do Schonachu          | Přesunuto do Schonachu          | Přesunuto do Schonachu          | Přesunuto do Schonachu                              | [ 7 ] [ 8 ]  |
| 3. ledna 2016                    | Klingenthal   | HS 140 / 10 km | Zrušeno                         | Zrušeno                         | Zrušeno                         | Zrušeno                                             | [ 8 ]        |
| 9. ledna 2016                    | Schonach      | HS 106 / 10 km | Nahrazeno závody 5. a 6. března | Nahrazeno závody 5. a 6. března | Nahrazeno závody 5. a 6. března | Nahrazeno závody 5. a 6. března                     | [ 9 ] [ 10 ] |
| 23. ledna 2016                   | Chaux-Neuve   | HS118 / 10 km  | Eric Frenzel                    | Bernhard Gruber                 | Akito Watabe                    | 12. Tomáš Portyk 45. Petr Kutal                     | [ 11 ]       |
| 24. ledna 2016                   | Chaux-Neuve   | HS118 / 10 km  | Fabian Riessle                  | Eric Frenzel                    | Akito Watabe                    | 14. Tomáš Portyk 43. Petr Kutal                     | [ 12 ]       |
|                                  |               |                |                                 |                                 |                                 |                                                     |              |
| 3. ročník Nordic Combined Triple |               |                |                                 |                                 |                                 |                                                     |              |
| 29. ledna 2016                   | Seefeld       | HS109 / 5 km   | Eric Frenzel                    | Akito Watabe                    | Fabian Riessle                  | 30. Tomáš Portyk 46. Miroslav Dvořák 54. Petr Kutal | [ 13 ]       |
| 30. ledna 2016                   | Seefeld       | HS109 / 10 km  | Eric Frenzel                    | Akito Watabe                    | Fabian Riessle                  | 25. Tomáš Portyk                                    | [ 14 ]       |
| 31. ledna 2016                   | Seefeld       | HS109 / 15 km  | Eric Frenzel                    | Akito Watabe                    | Fabian Riessle                  | 20. Tomáš Portyk                                    | [ 15 ]       |
|                                  |               |                |                                 |                                 |                                 |                                                     |              |
| 6. února 2016                    | Oslo          | HS134 / 10 km  | Jarl Magnus Riiber              | Akito Watabe                    | Eric Frenzel                    | 27. Tomáš Portyk 41. Miroslav Dvořák                | [ 16 ]       |
| 9. února 2016                    | Trondheim     | HS140 / 10 km  | Jørgen Graabak                  | Eric Frenzel                    | Jarl Magnus Riiber              | 18. Tomáš Portyk                                    | [ 17 ]       |
| 10. února 2016                   | Trondheim     | HS140 / 10 km  | Eric Frenzel                    | Akito Watabe                    | Jørgen Graabak                  | 33. Miroslav Dvořák                                 | [ 18 ]       |
| 19. února 2016                   | Lahti         | HS130 / 10 km  | Eric Frenzel                    | Akito Watabe                    | Jan Schmid                      | 12. Miroslav Dvořák 42. Petr Kutal                  | [ 19 ]       |
| 21. února 2016                   | Lahti         | HS130 / 10 km  | Fabian Riessle                  | Eric Frenzel                    | Akito Watabe                    | 8. Miroslav Dvořák                                  | [ 20 ]       |
| 23. února 2016                   | Kuopio        | HS127 / 10 km  | Johannes Rydzek                 | Akito Watabe                    | Wilhelm Denifl                  | Češi nestartovali                                   | [ 21 ]       |
| 27. února 2016                   | Val di Fiemme | HS134 / 10 km  | Bernhard Gruber                 | Eric Frenzel                    | Jørgen Graabak                  | 23. Miroslav Dvořák 40. Petr Kutal                  | [ 22 ]       |
| 28. února 2016                   | Val di Fiemme | HS134 / 10 km  | Magnus Krog                     | Jørgen Graabak                  | Fabian Riessle                  | 14. Miroslav Dvořák 35. Petr Kutal                  | [ 23 ]       |
| 5. března 2016                   | Schonach      | HS106 / 10 km  | Eric Frenzel                    | Jan Schmid                      | Akito Watabe                    | 14. Miroslav Dvořák 43. Lukáš Daněk                 | [ 24 ]       |
| 6. března 2016                   | Schonach      | HS106 / 15 km  | Jørgen Graabak                  | Fabian Riessle                  | Lukas Klapfer                   | 19. Miroslav Dvořák 25. Tomáš Portyk                | [ 25 ]       |

### Závody družstev
| Datum konání     | Místo konání  | Můstek / Běh     | Vítěz                                                    | Druhé místo                                                       | Třetí místo                                                                | Česká účast                                                     | Zdroj  |
| ---------------- | ------------- | ---------------- | -------------------------------------------------------- | ----------------------------------------------------------------- | -------------------------------------------------------------------------- | --------------------------------------------------------------- | ------ |
| 5. prosince 2015 | Lillehammer   | HS105 / 4x5 km   | Nahrazeno individuálním závodem                          | Nahrazeno individuálním závodem                                   | Nahrazeno individuálním závodem                                            | Nahrazeno individuálním závodem                                 | [ 26 ] |
| 10. ledna 2016   | Schonach      | HS106 / 4x5 km   | Přeloženo na 4. března                                   | Přeloženo na 4. března                                            | Přeloženo na 4. března                                                     | Přeloženo na 4. března                                          | [ 27 ] |
| 20. února 2016   | Lahti         | HS130 / 2x7,5 km | Německo I Johannes Rydzek Fabian Rießle                  | Rakousko I Lukas Klapfer Bernhard Gruber                          | Rakousko II Franz-Josef Rehrl Philipp Orter                                | Češi nestartovali                                               | [ 28 ] |
| 26. února 2016   | Val Di Fiemme | HS134 / 2x7,5 km | Norsko I Magnus Krog Jørgen Graabak                      | Německo I Tobias Haug Tino Edelmann                               | Francie I François Braud Maxime Laheurte                                   | Češi nestartovali                                               | [ 29 ] |
| 4. března 2016   | Schonach      | HS106 / 4x5 km   | Norsko Magnus Moan Jan Schmid Magnus Krog Jørgen Graabak | Německo Manuel Faisst Eric Frenzel Johannes Rydzek Fabien Riessle | Rakousko Bernhard Gruber Bernhard Flaschberger Lukas Klapfer Philipp Orter | 8. Česko Lukáš Daněk Miroslav Dvořák Tomáš Portyk Ondřej Pažout | [ 30 ] |

## Pořadí Světového poháru
| Pořadí SP - jednotlivci | Pořadí SP - jednotlivci | Pořadí SP - jednotlivci | Pořadí SP - jednotlivci | Pořadí SP - jednotlivci |
| Umístění                |                         | Jméno a příjmení        | Body                    |                         |
| ----------------------- | ----------------------- | ----------------------- | ----------------------- | ----------------------- |
| 1.                      | Německo                 | Eric Frenzel            | 1389 b.                 |                         |
| 2.                      | Japonsko                | Akito Watabe            | 1070 b.                 |                         |
| 3.                      | Německo                 | Fabian Riessle          | 1064 b.                 |                         |
| 4.                      | Norsko                  | Jørgen Graabak          | 908 b.                  |                         |
| 5.                      | Německo                 | Johannes Rydzek         | 685 b.                  |                         |
| 6.                      | Norsko                  | Magnus Krog             | 666 b.                  |                         |
| 7.                      | Rakousko                | Bernhard Gruber         | 618 b.                  |                         |
| 8.                      | Norsko                  | Jan Schmid              | 595 b.                  |                         |
| 9.                      | Rakousko                | Lukas Klapfer           | 577 b.                  |                         |
| 10.                     | Finsko                  | Ilkka Herola            | 373 b.                  |                         |
|                         |                         |                         |                         |                         |
| 26.                     | Česko                   | Tomáš Portyk            | 129 b.                  |                         |
| 29.                     | Česko                   | Miroslav Dvořák         | 110 b.                  |                         |

| Pořadí SP - pohár národů | Pořadí SP - pohár národů | Pořadí SP - pohár národů | Pořadí SP - pohár národů | Pořadí SP - pohár národů |
| Umístění                 |                          | Země                     | Body                     |                          |
| ------------------------ | ------------------------ | ------------------------ | ------------------------ | ------------------------ |
| 1.                       | Německo                  | Německo                  | 4662 b.                  |                          |
| 2.                       | Norsko                   | Norsko                   | 4317 b.                  |                          |
| 3.                       | Rakousko                 | Rakousko                 | 3019 b.                  |                          |
| 4.                       | Japonsko                 | Japonsko                 | 1858 b.                  |                          |
| 5.                       | Francie                  | Francie                  | 1100 b.                  |                          |
| 6.                       | Finsko                   | Finsko                   | 606 b.                   |                          |
| 7.                       | Itálie                   | Itálie                   | 558 b.                   |                          |
| 8.                       | Spojené státy americké   | USA                      | 440 b.                   |                          |
| 9.                       | Česko                    | Česko                    | 289 b.                   |                          |
| 10.                      | Švýcarsko                | Švýcarsko                | 158 b.                   |                          |